# Wolf Hagemann
Pour les articles homonymes, voir Hagemann.
Wolf Hagemann (20 juillet 1898 à Glashütte – 12 septembre 1983 à Murnau am Staffelsee) est un Generalleutnant allemand qui a servi au sein de la Wehrmacht dans la Heer pendant la Seconde Guerre mondiale.
Il a été récipiendaire de la croix de chevalier de la croix de fer avec feuilles de chêne, attribuée pour récompenser un acte d'une extrême bravoure sur le champ de bataille ou un commandement militaire avec succès.

## Biographie
Wolf Hagemann est capturé le 8 mai 1945 et est libéré en 1947.

## Décorations
- Croix de fer (1914)
  - 2e classe (6 juillet 1916)
  - 1re classe (5 juillet 1917)
- Insigne des blessés (1914)
  - en noir (20 juillet 1918)
- Croix d'honneur (15 janvier 1935)
- Médaille des Sudètes
- Agrafe de la croix de fer (1939)
  - 2e classe (24 octobre 1939)
  - 1re classe (10 mai 1940)
- Insigne de Narvik (10 novembre 1940)
- Médaille du front de l'Est (5 août 1942)
- Insigne de Crimée
- Ordre de Michel le Brave 3e classe (12 juillet 1944)
- Croix de chevalier de la croix de fer avec feuilles de chêne
  - Croix de chevalier le 4 septembre 1940 en tant que Oberstleutnant et commandant du III./Gebirgsjäger-Regiment 139[1]
  - 484e feuilles de chêne le 4 juin 1944 en tant que Generalmajor commandant de la 336. Infanterie-Division[2]